# Oreopanax seemannianus
Oreopanax seemannianus là một loài thực vật có hoa trong Họ Cuồng cuồng. Loài này được Marchal mô tả khoa học đầu tiên năm 1879.